# Nyctiophylax vestitus
Nyctiophylax vestitus là một loài Trichoptera trong họ Polycentropodidae. Chúng phân bố ở miền Tân bắc.